# Бундесканцлер (Північнонімецький союз)

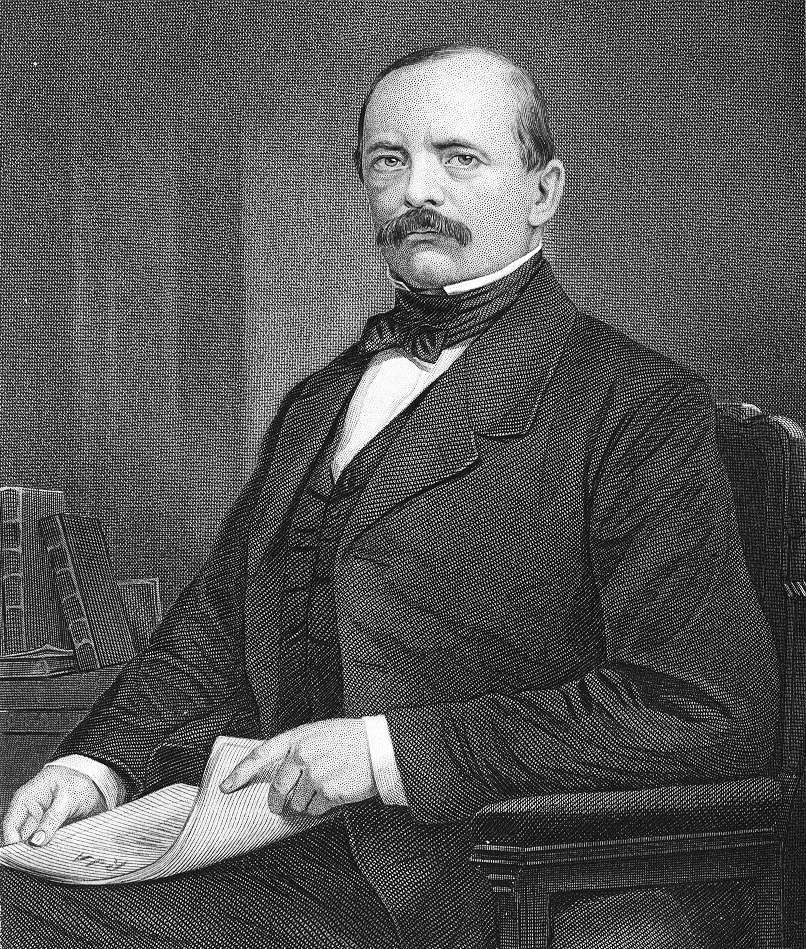
Отто фон Бісмарк.

Посада Бундесканцлера Півнінчнонімецького союзу була впроваджена разом з його створенням 1 липня 1867 р. та існувала до створення Німецької імперії 1/18 січня 1871 р. Єдиним бундесканцлером був Отто фон Бісмарк.
Разом з коронацією імператора 18 січня Північнонімецький союз припинив своє існування офіційно, але не фактично. Швидше, союз продовжив своє існування до набуття чинності Конституції 16 квітня.
Оскільки до Союзу увійшли південнонімецькі держави, його також називали  "Німецькою конфедерацією".
Тому Бісмарк залишився до 16 квітня 1871 р. на посаді бундесканцлера.
Бундесканцлер Північнонімецького союзу був підпорядкований прусському королю, очолював федеральну президію та керував виконавчою гілкою влади. Крім того, повноваження рейхсканцлера в Німецькій імперії (з 1871 р.) були дуже схожими.